# Roberto Alemann
Roberto Teodoro Alemann (Buenos Aires, 22 de diciembre de 1922-ibidem, 27 de marzo de 2020) fue un abogado, economista, periodista, editor, escritor y profesor universitario argentino que se desempeñó dos veces como ministro de economía de la Argentina. La primera vez en 1961, designado por el gobierno de Arturo Frondizi; y la segunda entre diciembre de 1981 y junio de 1982, durante la dictadura cívico-militar autodenominada «Proceso de Reorganización Nacional», presidiada por entonces por Leopoldo Fortunato Galtieri junto con la Junta Militar.
Durante su gestión como ministro lo tocó atravesar la guerra de las Malvinas en 1982.
También fue embajador de Argentina en Estados Unidos entre 1962 y 1964. Fue profesor de Economía Política en la Universidad de Buenos Aires y director del tradicional semanario argentino-alemán Argentinisches Tageblatt.
Hijo de Ernesto Alemann, era hermano de Juan Alemann, quien se desempeñó como secretario de Hacienda en el Ministerio de José Alfredo Martínez de Hoz, y medio hermano (por parte de padre) de la actriz Katja Alemann.

## Estudios
Realizó sus estudios secundarios en el Colegio Nacional de Buenos Aires (1936-1941) y los universitarios en la Universidad de Buenos Aires donde se recibió de abogado
En marzo de 1976, al producirse el golpe de Estado para instaurar el Proceso de Reorganización Nacional, el diario publicó varias editoriales apoyando a la dictadura militar. Entre ellas un editorial en el que sostenía que «el gobierno podría acelerar y facilitar ampliamente su victoria actuando contra las cabezas visibles, de ser posible al amparo de la noche y la niebla y calladamente, sin echar las campanas al vuelo»; es de notar que esta es una referencia directa y positiva al epónimo programa Nacht und Nebel ("Noche y Niebla", NN) del nazismo.Roberto Alemann, economista de tendencia liberal, oriento el diario con un tono de propaganda a favor de la dictadura de 1976 y posteriormente embajador ante Estados Unidos durante el mismo gobierno dictatorial, donde logró gestionar que el país evitara sanciones por las graves violaciones a los derechos humanos. Roberto Alemann falleció el 27 de marzo de 2020. Juan Alemann fue Secretario de Hacienda, también durante la dictadura militar, bajo la dependencia del ministro de Economía José Alfredo Martínez de Hoz.

## Funcionario público
Su primer empleo público fue como miembro de las misiones argentinas para gestionar préstamos públicos y tratamiento de la deuda externa con el Club de París durante la Revolución Libertadora.
En 1961 fue designado por el presidente Arturo Frondizi como ministro de Economía, en reemplazo de Álvaro Alsogaray.
Su principal empleo privado fue la representación de la Unión de Bancos Suizos en la Argentina.
Después del golpe militar de 1962 se desempeñó como embajador argentino en Estados Unidos.

### Ministro de Economía (1981-1982)
El 22 de diciembre de 1981 Alemann asumió como ministro de Economía del presidente de facto Leopoldo Fortunato Galtieri durante la dictadura Proceso de Reorganización Nacional. Durante su gestión la Argentina entró en un conflicto armado y fue derrotada por el Reino Unido en la guerra de las Malvinas. Una de sus primeras medidas fue reducir el presupuesto de defensa un 10 %. Las circunstancias de la contienda boicotearon el plan económico de Alemann.
Tras la rendición argentina en las Malvinas, Alemann presentó su renuncia.

### Vida posterior
En 2009 el Congreso de la Nación Argentina anuló su jubilación de privilegio, de 3780 pesos (1410 dólares) como parte de la cancelación de beneficios obtenidos por altos funcionarios del llamado Proceso de Reorganización Nacional.
Fue miembro de la Academia Nacional de Ciencias Económicas y consultor de bancos, empresas y entidades empresariales. Director del tradicional semanario argentino-alemán Argentinisches Tageblatt, fundado en 1889 y de ideas republicanas, liberales y demócratas.
Falleció el 27 de marzo de 2020 a los 97 años.
Su media hermana, Katja Alemann, es actriz y bailarina.

## Publicaciones
Escribió varios libros, entre ellos:
- Sistemas Económicos (1953), Buenos Aires:Arayú
- Hacia una política de inversiones (1960), Buenos Aires: Selección Contable
- Curso de Política Económica Argentina (1970), Buenos Aires: EUDEBA
- Breve historia de la política económica argentina (1989), Buenos Aires: Claridad
- Recordando a Kennedy (), Buenos Aires: Sudamericana